# Accademia dei Facchini della Val di Blenio
Die Accademia dei Facchini della Val di Blenio war eine kurzlebige Akademie der Groteske, die 1560 in Mailand gegründet wurde. Sie muss als Antwort auf die beim Konzil von Trient beschlossenen repressiven Regeln der Gegenreformation gesehen werden. Ihre exzentrischen Mitglieder vertrauten sich dem „Schutz“ des Gottes Bacchus an.

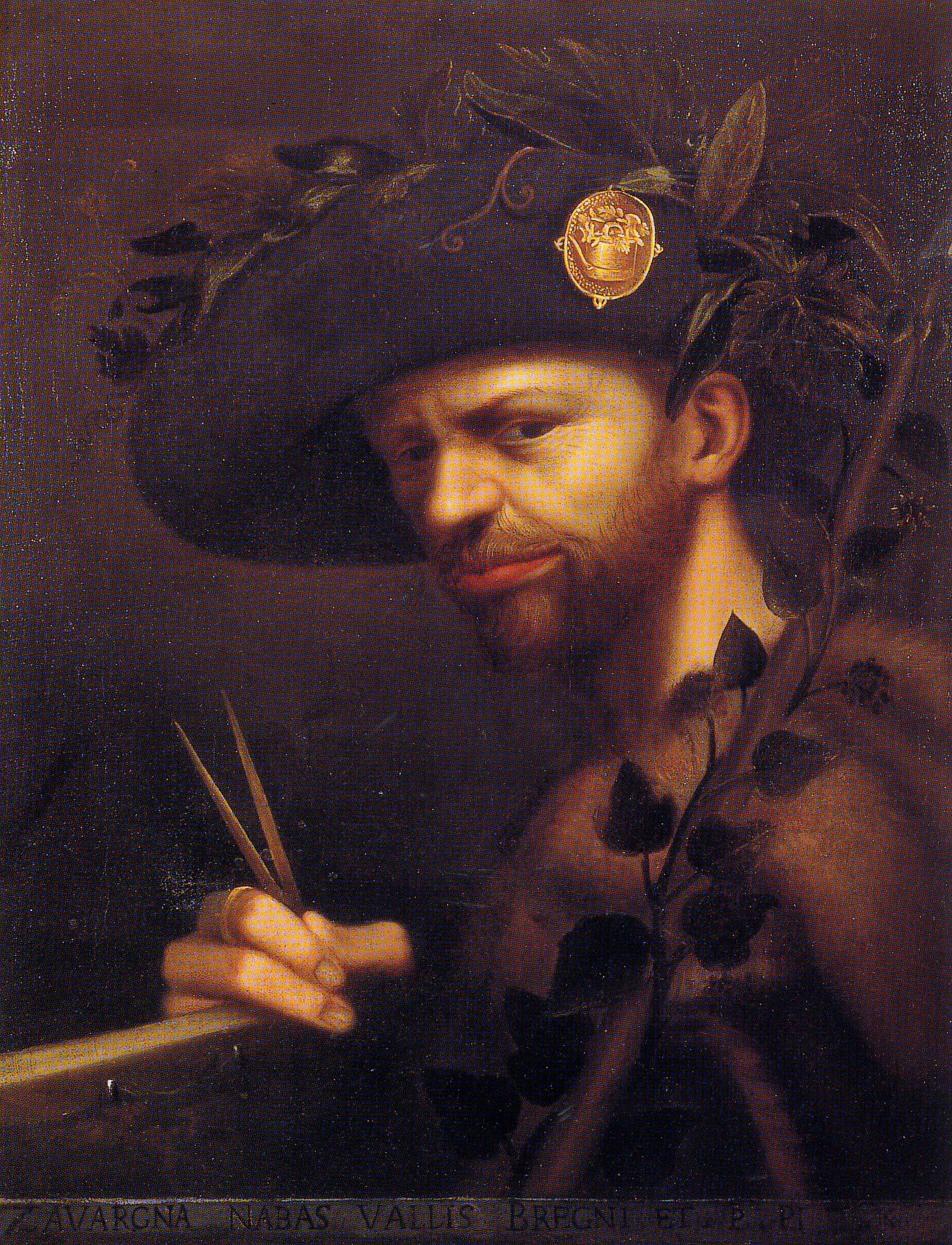
Giovanni Paolo Lomazzo, Selbstbildnis als Abt der Accademia dei Facchini della Val di Blenio, Mailand, Pinacoteca di Brera

## Geschichte

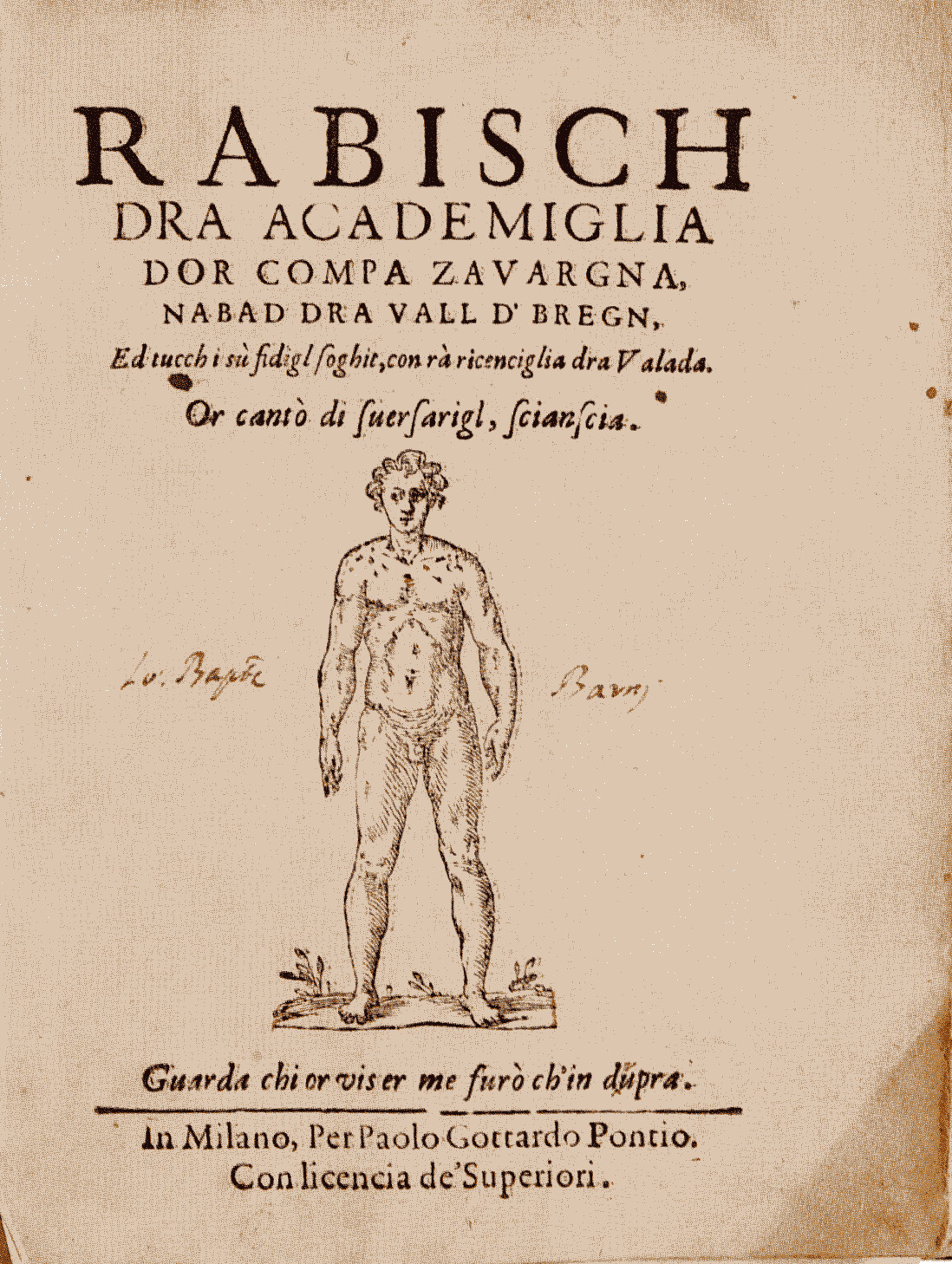
Das Titelblatt von Rabìsch (Sammlung von Mundartgedichten der Akademie)

Die Accademia dei Facchini della Val di Blenio war eine einzigartige Versammlung von Künstlern, Handwerkern, Musikern und Theaterschauspielern, die sich zur Zeit des Manierismus in Mailand traf. Im Jahr 1993 wurde sie dank der Studien von Dante Isella wiederentdeckt, der die kritische Ausgabe der dialektalen Gedichtsammlung des Rabìsch (von Arabesken) herausgegeben hat, die in der Sprache der facchinesca geschrieben ist (eine Art Tessiner Dialekt, der dem der Träger ähnelt, die aus den Tälern des ticinesi, insbesondere aus der Valle di Blenio, nach Mailand kamen).
Der Schutzpatron der Akademie war Bacchus, und die Gedichte verkörperten die skurrilere und bizarrere Seite des letzten Manierismus, gut repräsentiert durch den Maler Giovanni Paolo Lomazzo, der viele Jahre lang unter dem fiktiven Namen Compà Zavargna ihr Vorsteher (nabàd, d. heißt Abt) war. Als größtes Inspirationsgenie kann nur Leonardo da Vinci gelten, mit seinen Zeichnungen monströser und karikierter Figuren, aber auch mit seinem vielseitigen Talent, das ihn dazu brachte, Schmuck, Goldschmiedearbeiten, Maschinen und hydraulische Mechanismen zu entwerfen.

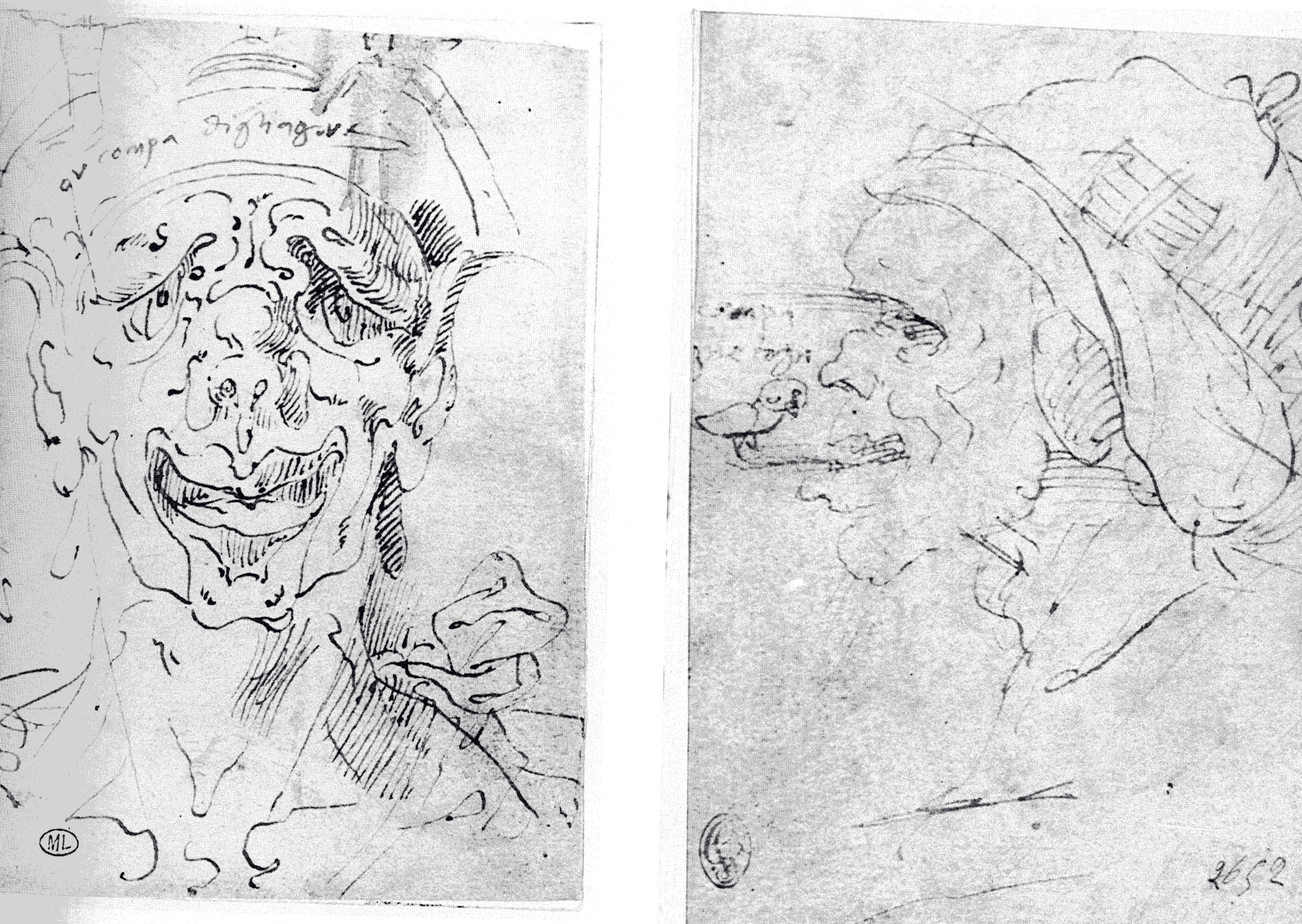
Aurelio Luini, Ol compà Digliagòr und Ol compà Braghetògn (zwei Akademiker dei Facchini?), Mailand, Biblioteca Ambrosiana

Die Sammlung der Rabìsch (Arabesken, oder Grotesken), geschrieben in einer bizarren Mischung verschiedener Idiome (Mailänder Dialekt facchinizzato, aber auch Italienisch, Bolognesisch, Spanisch) erinnert in gewisser Weise an das makkaronische Latein von Teofilo Folengo (im Rabisch ausdrücklich zitiert) und zeigt Spuren von Lehren, die durch die strenge Zensur der Gegenreformation verboten waren, von orphischer Theologie, Kabbala und Naturmagie, einschließlich Cornelius Agrippas De Occulta Philosophia.
Angesichts des religiösen und kulturellen Kontextes von Mailand zur Zeit der Gegenreformation unter Karl Borromäus war die Akademie der Facchini im Geheimen zu tagen gezwungen. Die Accademia brachte unter dem Deckmantel gefälschter volkstümlicher Namen Persönlichkeiten zusammen wie den Bronzearbeiter Francesco Brambilla, den Bildhauer Juwelier und Kristallmacher Annibale Fontana, der Kunststicker Scipione Delfinone, einige Maler (darunter Aurelio Luini, Sohn von Bernardino Luini, und Ottavio Semino), der Domorganist Giuseppe Caimo und ein Militär- und Wasserbauingenieur (Giacomo Soldati).